# 快適な生活〜ぼくらはみんないきている〜
『快適な生活〜ぼくらはみんないきている〜』（Creature Comforts）は、アードマン・アニメーションズが1989年に制作した短編およびそれを元としたTVシリーズから成るクレイアニメシリーズ。日本ではカートゥーン ネットワークで不定期に放送されていた（夜のカートゥーンミッドナイト枠にて）。1990年アカデミー短編アニメ賞受賞。

## 概要
この作品はチャンネル4のために制作されたもので、当初は5分の長さであった。内容は、動物園に住むゴリラやホッキョクグマといった動物たちが、自分達の生活環境についてインタビューを受けるというもの。

## キャスト
原語版における動物たちの声は一般人へのインタビュー音声が元となっているが、日本語吹き替え版ではプロの声優の他にお笑い芸人、俳優、ラジオパーソナリティなどが起用されている。また、原語版において訛った英語で喋る動物もいるため、吹き替え版では関西弁や名古屋弁など日本の方言で喋る動物なども出てくる。

### 快適な生活 〜ぼくらはみんないきている〜
- 石崎花澄子/磯辺万沙子/岩崎ひろし/牛山茂/雨蘭咲木子/緒方愛香/加藤宏一郎/川口圭子/北川勝博/木村拓/木村まどか/後藤哲夫/小林由美子/高乃麗/竹内潤子/中川和恵/長嶝高士/奈良徹/成瀬誠/前田ゆきえ/松島栄利子/山内勉

- 水道橋博士、玉袋筋太郎（浅草キッド）
- 大久保乃武夫、タマ伸也、中山省吾（ポカスカジャン）
- 広岡由里子（イイジマルーム）
- ANNA（キャストコーポレーション）
- 顔田顔彦、近藤公園、田村たがめ、正名僕蔵、皆川猿時、宮崎吐夢、村杉蝉之介（大人計画）

### 快適な生活 〜よのなかたのしいことだらけ？〜
- 磯辺万沙子/岩崎ひろし/上田陽司/牛山茂/緒方愛香/小野大輔/川口圭子/北川勝博/木村まどか/後藤哲夫/斉藤乃里子/菅原チネ子/高乃麗/武虎/長嶝高士/日比愛子/藤原啓治/前田ゆきえ/山内勉/米村千冬

- 大久保ノブオ、タマ伸也、省吾（ポカスカジャン）
- 広岡由里子（イイジマルーム）
- ANNA（キャストコーポレーション）

## エピソード一覧
| #  | タイトル           | 原題                   | 放送日         |
| -- | ------------------ | ---------------------- | -------------- |
| 1  | サーカスの話       | "The Circus"           | 2003年10月1日  |
| 2  | 病院の話           | "Pets at the Vets"     | 2003年10月1日  |
| 3  | 仕事の話           | "Working Animals"      | 2003年10月5日  |
| 4  | 海の話             | "The Sea"              | 2003年10月12日 |
| 5  | 庭の話             | "The Garden"           | 2003年10月19日 |
| 6  | 食事の話           | "Feeding Time"         | 2003年10月26日 |
| 7  | 海辺の話           | "The Beach"            | 2003年11月2日  |
| 8  | ペットショップの話 | "The Pet Shop"         | 2003年11月9日  |
| 9  | 進化の話           | "What's It All About?" | 2003年11月16日 |
| 10 | 鳥の話             | "Being a Bird"         | 2003年11月23日 |
| 11 | 宇宙人の話         | "Is Anyone Out There?" | 2003年11月30日 |
| 12 | ネコかイヌかの話   | "Cats or Dogs?"        | 2003年12月7日  |
| 13 | クリスマスの話     | "Merry Christmas"      | 2003年12月25日 |

| #  | タイトル               | 原題                         | 放送日         |
| -- | ---------------------- | ---------------------------- | -------------- |
| 1  | コンテストの話         | "Beast in Show"              | 2005年10月30日 |
| 2  | 家族の話               | "The Brood"                  | 2005年11月6日  |
| 3  | 嫌いなモノの話         | "Pet Hates"                  | 2005年11月13日 |
| 4  | モノマネの話           | "Impressions"                | 2005年11月20日 |
| 5  | 住まいの話             | "Animals in the Hood"        | 2005年11月27日 |
| 6  | スポーツの話           | "Sport!"                     | 2005年12月4日  |
| 7  | 王室の話               | "Monarchy Business"          | 2005年12月11日 |
| 8  | 恋の話                 | "Animal Magnetism"           | 2005年12月18日 |
| 9  | クリスマスソングの話   | "Merry Christmas Everybody!" | 2005年12月25日 |
| 10 | 眠りの話               | "Bed Time"                   | 2006年1月8日   |
| 11 | 身体の話               | "Self Image"                 | 2006年1月15日  |
| 12 | コミュニケーションの話 | "Communication"              | 2006年1月22日  |
| 13 | サファリパークの話     | "Safari Park"                | 2006年1月29日  |

## スタッフ
- 監督：ニック・パーク

## 日本語版制作スタッフ

### 快適な生活 〜ぼくらはみんないきている〜
- プロデューサー - 吉澤昌（アニプレックス）, 岡田由里子（ギャガ・コミュニケーションズ）
- 制作担当 - 嶋澤みどり, 井口大介（ブロードメディア・スタジオ）
- 演出 - 長崎行男
- 調整 - 並木昇
- 翻訳 - 葦間貴子, 桜井文, 徐賀世子
- 提供 - ギャガ・コミュニケーションズ
- 製作 - アニプレックス

### 快適な生活 〜よのなかたのしいことだらけ？〜
- プロデューサー - 吉澤昌（アニプレックス）, 岩崎紀子（ホットスパイス）
- 制作担当 - 嶋澤みどり, 井口大介, 田中祥太（ブロードメディア・スタジオ）
- 演出 - 長崎行男
- 調整 - 並木昇
- 翻訳 - 葦間貴子, 桜井文
- 提供 - ギャガ・コミュニケーションズ
- 製作 - アニプレックス